# Sarcoscypha dudleyi
Sarcoscypha dudleyi är en svampart som först beskrevs av Peck, och fick sitt nu gällande namn av Baral 1984. Sarcoscypha dudleyi ingår i släktet Sarcoscypha och familjen Sarcoscyphaceae.   Inga underarter finns listade i Catalogue of Life.

## Källor

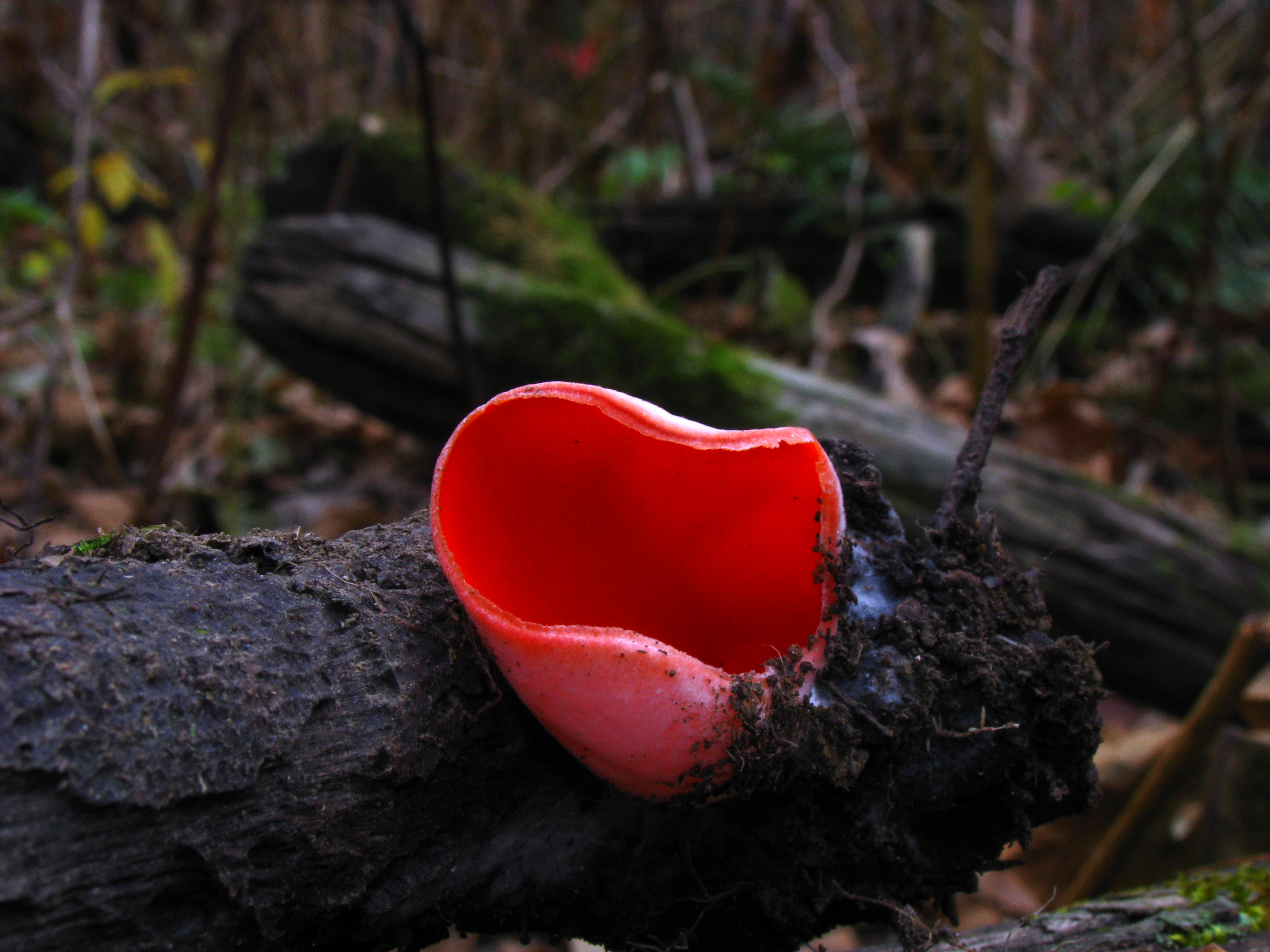
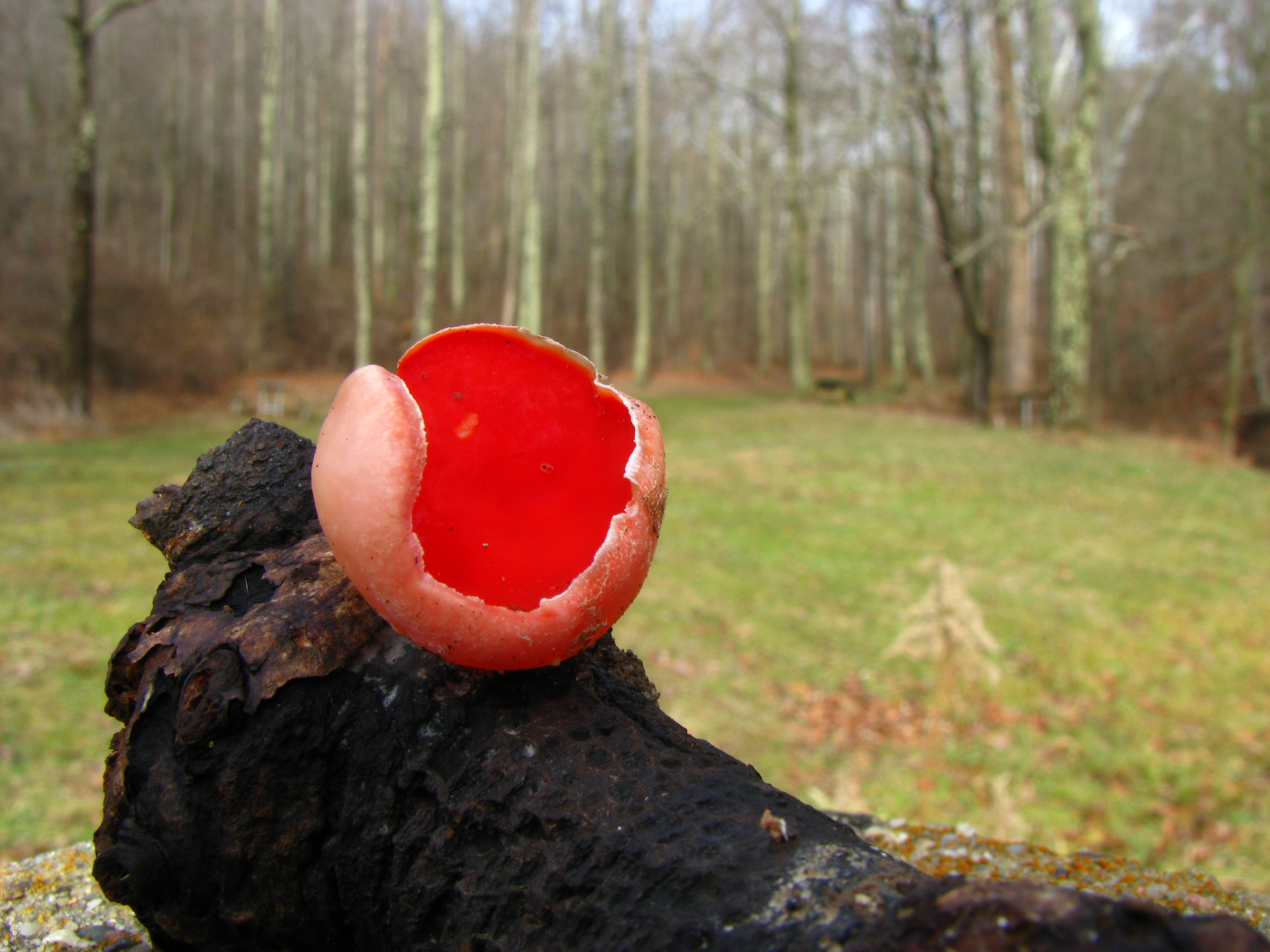